# Horváth István (építészmérnök)
Horváth István (Ároktő, 1924. május 12. – Miskolc, 1989. október 6.) Ybl Miklós-díjas építészmérnök.

## Munkássága
1950-ben végzett a Budapesti Műszaki Egyetem építészmérnöki karán. 1959-tól az ÉSZAKTERV tervező építésze, 1963-tól a vállalat főmérnöke. 1968-ban kapott Ybl-díjat.

## Fontosabb épületei
- Avas-dél részletes rendezési terve (Heckenast Péterrel, 1968)
- Sportcsarnok (1967–70)
- Centrum Áruház (Szabó Józseffel és Thury Lászlóval, 1967–70, átépítés 1987–89)
- Miskolctapolcai strand főbejárati épületei
- Selyemréti strand (akkor Augusztus 20. strandfürdő) új pavilonjai
- Hungária Biztosító székháza
- Jászágói katolikus templom
- Martonyi katolikus templom (1988)

## Magánélete
Házastársa H. Boros Mária építész.